# Dé à dix faces
Pour les articles homonymes, voir D10.
 (janvier 2019).
Si vous disposez d'ouvrages ou d'articles de référence ou si vous connaissez des sites web de qualité traitant du thème abordé ici, merci de compléter l'article en donnant les références utiles à sa vérifiabilité et en les liant à la section « Notes et références ».

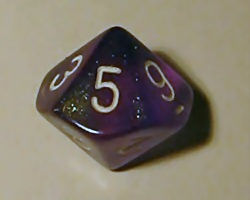
Dé trapézoédrique à dix faces, numérotées de 0 à 9.

Un dé à dix faces, ou d10 en abrégé, est un type de dé, comportant dix numéros.
Les dés à dix faces sont principalement utilisés dans les jeux de rôle sur table et les jeux de figurines, pour générer des résultats différents de ceux des dés classiques (à six faces), notamment des pourcentages.
La plupart des dés à dix faces ont effectivement dix faces (ce sont des décaèdres) ; mais certains dés « à dix faces » ont en fait douze faces (ce sont des dodécaèdres), dont deux bases, non numérotées.

## Description
Les dés à dix faces sont les seuls dés d'usage courant qui n'aient la forme d'aucun solide de Platon.

### En forme de trapézoèdre
Les dés ayant effectivement dix faces (les dés décaédriques) sont généralement en forme de trapézoèdre pentagonal. Dans ce cas :
- chaque face possède deux arêtes longues adjacentes, et deux arêtes courtes adjacentes ;
- les dix faces sont numérotées de 0 à 9 (et pas de 1 à 10 ; le 0 peut être interprété comme 0 ou 10, selon les jeux) ;
- la somme des numéros de deux faces opposées est 9 ;
- en général, les cinq faces paires se rencontrent au sommet commun de leurs arêtes longues, et les cinq faces impaires sont situées à l'opposé ;
- afin d'améliorer le roulement du dé, les arêtes sont souvent chanfreinées.

Ce dé a été inventé en 1904 aux États-Unis par Albert Friedenthal, qui l'a breveté en 1906.

### En forme de prisme, ou d'antiprisme

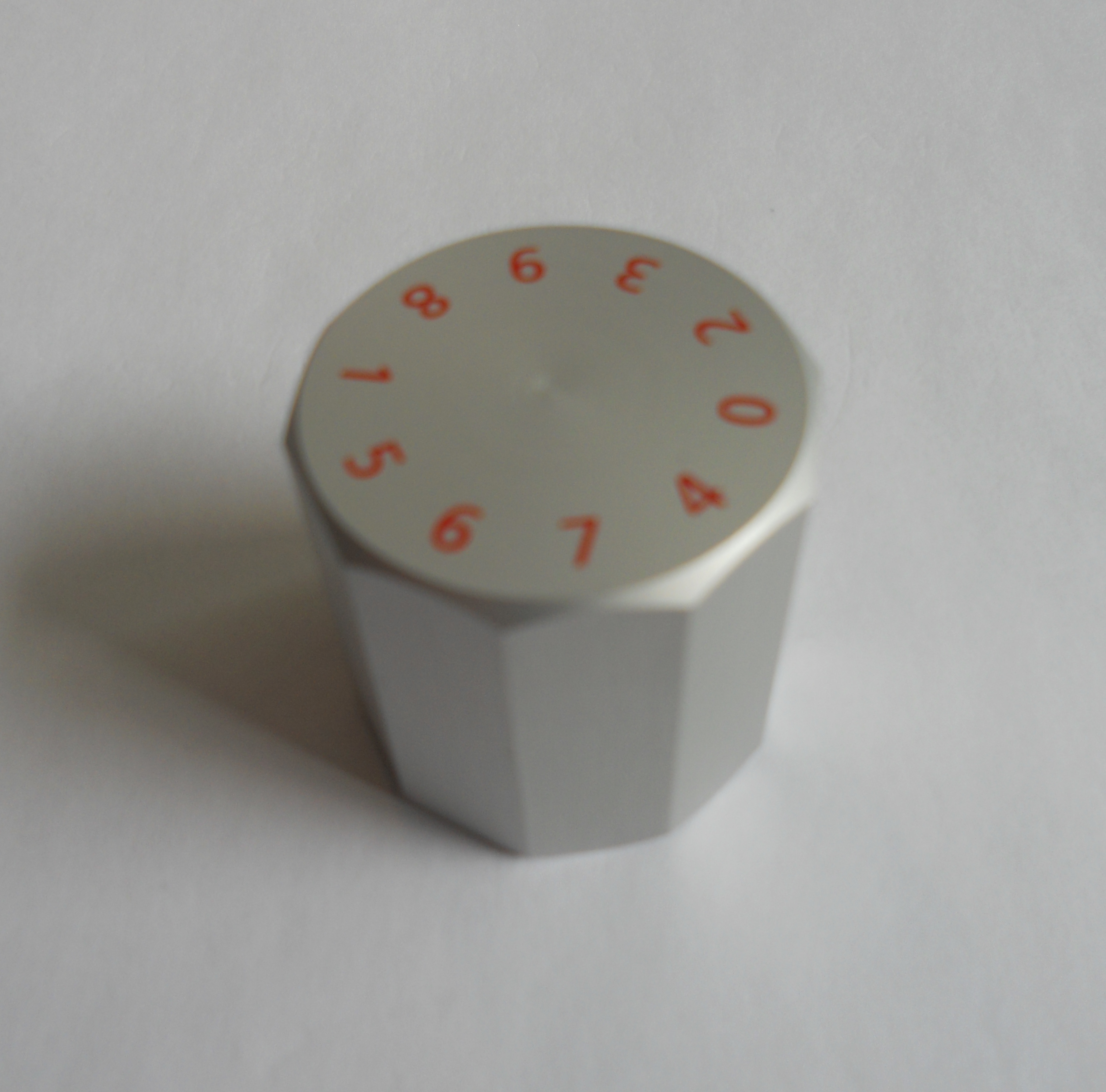
Dé prismatique à dix faces latérales, numérotées de 0 à 9, et deux bases, non numérotées.

D'autres dés « à dix faces » existent : en forme de prisme droit à base décagonale, ou d'antiprisme droit à base pentagonale. Dans ces deux cas :
- ils ont en fait douze faces (ce sont des dodécaèdres), dont deux bases, non numérotées ;
- seules les dix faces latérales sont numérotées ;
- les deux bases sont parfois bombées ou légèrement pyramidales, pour éviter que le dé ne s'arrête dessus.

### Dé idéal, dé réel
Quelle que soit sa forme, un dé idéal est parfaitement symétrique : le fait que ses faces numérotées soient identiques (à part leurs numéros) assure que le dé a la même probabilité de s'arrêter sur chaque face numérotée. (Cette face est alors celle du dessous, et le résultat est le numéro de la face opposée : celle du dessus.)
En pratique, cette équiprobabilité est sujette à controverse : les dés à six faces utilisés dans les casinos ont l'obligation légale d'être de faces équiprobables, mais il n'existe aucune obligation en dehors de ce contexte.

## Couple de dés

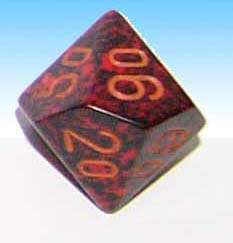
Dé trapézoédrique à dix faces, numérotées 00, 10, 20, ···, 90.

Pour générer des nombres, notamment des pourcentages, équiprobables, entiers compris entre 0 et 99, on utilise souvent un jeu de deux dés à dix faces (chacun) : un dé génère les dizaines, l'autre les unités. Certains dés à dix faces ont même leurs faces numérotées directement en dizaines (00, 10, 20, ···, 90), pour être associés à un dé à dix faces numérotées en unités (de 0 à 9). (La plupart des jeux comptent le 00 comme 100, par convention, afin de pouvoir compter de 1 à 100.)